# Julius Schunck
Johann Heinrich Wilhelm Julius Max Schunck (auch Julius Schunk; * 10. April 1822 in Erlangen; † 16. Februar 1857 in Marktsteft) war lutherischer Geistlicher und Förderer der Inneren Mission. Er gilt als Gründer des Rettungshauses Puckenhof, das zu den ersten seiner Art in Bayern zählt.

## Leben und Wirken
Julius Schunck wurde am 10. April 1822 in Erlangen geboren. Er war das älteste Kind des Juristen Friedrich Christian Karl Schunck (oder Schunk), der an der Universität Erlangen als Professor lehrte und später zum Abgeordneten der Bayerischen Ständekammer aufstieg. Die Mutter Julie, eine geborene Meynier, stammte aus einer hugenottischen Familie. Schunck hatte sechs Geschwister. Die Familie zog 1834 nach München. Hier besuchte Schunck das Gymnasium. Nach dem Tod des Vaters im Jahr 1836 ging die Familie zurück nach Erlangen, wo sie ein Haus am Markt bewohnten.
Bereits als dreizehnjähriger Schüler gründete Julius Schunck in München einen Verein, mit dem die Armen der Nachbarschaft unterstützt werden sollten. Später studierte Schunck in Erlangen Theologie und erhielt anschließend eine Anstellung als Stadtvikar an der Neustädter Kirche. Zusammen mit Karl von Raumer etablierte Schunck in den Räumlichkeiten der Kirche den ersten Kindergottesdienst Bayerns. Später entstanden „Kinderpredigten“, die auch als Druckwerke veröffentlicht wurden.
Durch den Bau des Ludwig-Donau-Main-Kanals hatte die Stadt Erlangen einen starken Zuzug von Tagelöhnern erlebt. Nach dem Ende der Arbeiten wuchs die Armut durch die Anwesenheit der ehemaligen Kanalarbeiter stark an. Schunck gründete deshalb am 6. November 1848 den Erlanger „Armenverein“, der zunächst von 40 Familien aus der städtischen Oberschicht finanziert wurde. Der Verein wurde zum Vorbild für ähnliche Gründungen in Ansbach und Bayreuth, die wenig später erfolgten. Die Stadt wurde in acht Kreise eingeteilt, die jeweils durch einen Armenpfleger versorgt wurden. 
Durch sein Engagement wurde der junge Vikar überregional bekannt. So berief ihn Johann Hinrich Wichern im Jahr 1849 zum „Congreß für innere Mission“ nach Wittenberg, wo Schunck seine Grundsätze niederlegen durfte. Die nach dem Vortrag ausgearbeitete Schrift über die Armenpflege wurde von der philosophischen Fakultät der Universität Erlangen als Doktorarbeit anerkannt. In der Arbeit betont Schunck die Unfähigkeit des Staates zur Armenpflege und setzt stattdessen die Kirche an seine Stelle. Früh trat er auch mit Kreisen in Kontakt, die in den lutherischen Gemeinden am unterfränkischen Schwanberg die Innere Mission mit der Gründung des Trautberger Rettungshauses vorantrieben.
Parallel zum Auftritt in Wittenberg begann Schunck für die Einrichtung eines Knaben-Rettungshauses in Erlangen zu sammeln. Hierfür erhielt er auch von Wichern persönlich Geld. Bis in den Frühsommer 1849 entstand ein Ausschuss, der die Gründung vorantrieb und in dem mehrere Universitätsprofessoren, wie der Psychiater Johann Michael Leupoldt, Karl von Raumer und der Theologe Adolf von Scheurl, Mitglieder wurden. Die Geschäftsführung übernahm Schunck. Bereits im Jahr 1850 konnte das Rettungshaus in Schallershof eröffnen. Noch im Herbst 1850 wurde die Anstalt in das ehemalige Schloss Puckenhof im Osten Erlangens verlegt und mit der bereits bestehenden „Armentöchteranstalt“ verbunden.
Der inzwischen zum Pfarrer aufgestiegene Schunck ehelichte am 8. September 1850 die aus Reitlinghausen bei Hannover stammende Johanna Brandt. 1851 übernahm Schunck die Herausgeberschaft der „Puckenhofer Blätter für das Volk“, die später zu den „Blättern für Innere Mission“ umbenannt wurden und zum Organ des Diakonischen Werkes in Bayern aufstiegen. Gleichzeitig zeigten sich ab 1850 Symptome einer Knochen-Tuberkulose. Zunächst gelang es die Krankheit mit Kuren zurückzudrängen. Schunck nahm im Jahr 1854 die zweite Pfarrstelle in Castell-Ziegenbach an, wechselte 1856 auf die Pfarrei Marktsteft. Hier verstarb er am 16. Februar 1857 im Alter von 34 Jahren und wurde drei Tage später auf dem Friedhof der Gemeinde beigesetzt.

## Werk
- Die Armenpflege vom christlichen Standpunkt aus und ihr Verhältnis zu Kirche und Staat. Diss. Erlangen 1850.